# Joseph-Ignace Guillotin
Joseph-Ignace Guillotin (Saintes, 28 maggio 1738 – Parigi, 26 marzo 1814) è stato un medico e politico francese. 
È celebre per aver ideato, sebbene non materialmente progettato né realizzato, lo strumento per le esecuzioni capitali che da lui prende il nome, la ghigliottina.

## Biografia

### Prima della rivoluzione
Joseph-Ignace Guillotin nacque a Saintes, nel dipartimento della Charente Marittima, il 28 maggio 1738. Il padre, Joseph-Alexandre Guillotin, era un avvocato girondino. Compì i primi studi a Bordeaux; divenuto novizio dell'ordine dei gesuiti, il 4 aprile 1756 ricevette la tonsura e i 4 ordini minori da Louis Jacques d'Audibert de Lussan, arcivescovo di Bordeaux e primate d'Aquitania.
Ricoprì quindi per qualche anno il ruolo di professore al gesuita Collegio degli Irlandesi. L'11 dicembre 1761 sostenne al collegio d'Aquitania una tesi grazie alla quale ottenne il grado di dottore in Lettere dell'università di Bordeaux. Successivamente si spostò a Reims, dove ottenne la laurea in medicina nel 1768. Nello stesso anno, in seguito al superamento di un concorso divenne pupillo della facoltà di Medicina di Parigi. L'ex dottore reggente Jean de Diest aveva infatti lasciato nel testamento un legato di 60.000 lire alla Facoltà di medicina di Parigi a condizione che ogni anno venisse "adottato" un candidato scelto tramite concorso. Fu proclamato dottore in medicina nel 1770, e poco dopo dottore reggente, massimo riconoscimento in campo medico all'epoca. Gli fu affidata la cattedra di anatomia, patologia e fisiologia all'Università.
Iniziato in Massoneria nel 1772 nella Loggia "Perfetta Unione", fu Venerabile della "Concordia Fraterna" all'Oriente di Parigi e membro affiliato della Loggia delle "Nove sorelle", assieme a personalità come Benjamin Franklin, Voltaire, Jean Sylvain Bailly, i pittori Greuze e Vernet, lo scultore Houdon, l'abate Delille, il duca D'Orléans e il duca di Chartres.
Nel 1784 fu chiamato a far parte della commissione incaricata dal re Luigi XVI di indagare sulle teorie del magnetismo animale di Franz Anton Mesmer. Membri di questa commissione furono, fra gli altri, anche il chimico Antoine Lavoisier, l'astronomo Jean-Sylvain Bailly e l'ambasciatore americano Benjamin Franklin.
Il 14 luglio 1787 Guillotin sposò Maire-Louise Saugrain, appartenente a una nota famiglia di librai parigini.

### Gli Stati Generali e la prima fase della rivoluzione
Uno dei primi atti di Guillotin come uomo politico fu la Pétition des citoyens domiciliés à Paris, datata 8 dicembre 1788, con la quale si chiedeva al re che agli Stati Generali il voto fosse per testa anziché per Stato, e che il numero dei deputati del Terzo Stato fosse perlomeno uguale a quello dei deputati degli altri due. La petizione fu adottata dai Sei Corpi, l'associazione dei commercianti di Parigi, che ne curò la stampa e la distribuzione: una copia venne depositata da ogni notaio della città affinché ogni cittadino potesse firmarla. La diffusione del pamphlet fu proibita a seguito del giudizio del tribunale di Parigi, che ne condannò la forma di diffusione, ma non il contenuto. La petizione fu comunque accettata dal Consiglio del re il 27 dicembre.
Guillotin fu eletto il 1º maggio 1789 fra i dieci deputati di Parigi agli Stati Generali, con 143 voti su 273 votanti. Fu lui a suggerire, il 20 giugno 1789, di utilizzare la Sala della Pallacorda, dopo che i deputati del Terzo Stato trovarono sbarrata la porta della sala dell'Hôtel des Menus-Plaisirs a Versailles, in cui avrebbero dovuto riunirsi. Fu anch'egli fra i firmatari del Giuramento della Pallacorda.
Sollevò inoltre la questione della sanzione reale: poteva il re rifiutare il suo consenso alla Costituzione e al potere legislativo? In tal caso il rifiuto sarebbe stato sospensivo o definitivo? L'Assemblea decise, l'11 e 12 settembre, che il veto sarebbe stato sospensivo e sarebbe durato per una legislatura. Il 5 ottobre Guillotin fu inviato in delegazione da Luigi XVI per sottoporre alla sua approvazione la Costituzione e la Dichiarazione dei Diritti dell'Uomo.
Il 6 ottobre presentò sei articoli di modifica al codice penale riguardanti principalmente le modalità di esecuzione della pena capitale e il trattamento riservato ai parenti dei condannati. In particolare si propugnava la totale estraneità dei parenti dai delitti commessi da loro congiunti, il divieto di confisca dei beni del condannato e la restituzione del corpo alla famiglia, la cui discussione fu rinviata al primo dicembre successivo. In quella data fu adottato il primo articolo, che stabiliva che
Va ricordato che all'epoca era ancora in vigore l'uso di riservare pene di morte diversificate a seconda della tipologia dei colpevoli: l'impiccagione per i ladri, lo squartamento per i regicidi, rogo per falsari ed eretici; la decapitazione con l'ascia era un privilegio destinato ai soli aristocratici, al punto da essere quasi considerato un titolo di nobiltà. Per Guillotin la pena capitale doveva invece essere eseguita nel modo più rapido e indolore possibile per tutti, con un “semplice meccanismo” che descrisse in modo pittoresco:
(riportato da Lehodey de Saultchevreuil)
(da Le Moniteur)
La cosa gli attirò non poca ironia da parte dell'opinione pubblica e dei giornali. Si diffusero presto versi e canzonette satiriche sulla macchina per la decapitazione, la ghigliottina appunto, dal nome del suo presunto inventore. In particolare rimase nota la canzone pubblicata dal Journal des Actes des Apôtres che terminava con:
In realtà, congegni simili esistevano già in Italia, Scozia e Inghilterra. Inoltre la pena di morte tramite decapitazione fu stabilita dal Comitato legislativo solamente il 3 giugno 1791. Charles-Henri Sanson, il boia di Parigi, sottolineò che la lama della macchina avrebbe dovuto essere molto tagliente e il condannato avrebbe dovuto rimanere perfettamente immobile. Per risolvere i problemi pratici legati a questo tipo di pena, il procuratore generale Pierre-Louis Roederer si rivolse a Guillotin, ma questi rifiutò. L'incarico fu dunque affidato ad Antoine Louis, segretario perpetuo dell'Accademia di chirurgia, mentre la realizzazione materiale fu opera del fabbricante di pianoforti tedesco Tobias Schmidt. Dopo alcuni esperimenti su cadaveri all'ospedale di Bicêtre, il primo uomo a essere ghigliottinato fu un ladro di nome Nicolas-Jacques Pelletier, il 25 aprile 1792 in Place de Grèves.
Una lettera del dottor Sœmmering pubblicata su le Moniteur del 9 novembre 1795 aprì il dibattito sull'efficienza della ghigliottina: il medico tedesco sosteneva infatti che l'io del condannato rimaneva vivo per qualche tempo, e percepiva quindi dolore, dopo la decapitazione. Molti dottori indicavano quindi l'impiccagione come supplizio più clemente, contrastati in questa opinione dai loro colleghi che, come il dottor Cabanis, reputavano al contrario impossibile la sopravvivenza della coscienza in un uomo ghigliottinato. Tuttavia non risulta da alcun documento che Guillotin abbia mai preso parte a questa accesa disputa.

### Il Terrore e il Consolato
La carriera politica di Guillotin terminò con lo scioglimento dell'Assemblea nazionale costituente. L'8 maggio 1792 il tribunale del 2º arrondissement lo condannò a un'ammenda del quadruplo del prezzo della patente che in quanto medico avrebbe dovuto procurarsi secondo la legge del 17 marzo 1791. Guillotin, nella sua tesi difensiva durante il processo, aveva sostenuto di non dover pagare la suddetta patente in qualità di dottore reggente della facoltà di Medicina di Parigi.
Imprigionato durante il regime del Terrore, venne liberato dopo la morte di Robespierre. In seguito si dedicò esclusivamente alla medicina. Si ha notizia di un dottor Guillotin, direttore dell'ospedale militare installato nell'abbazia di Saint-Waast ad Arras, nel 1794.
Fu impegnato nella lotta contro il vaiolo e intuì subito le potenzialità del vaccino inventato da Edward Jenner. Come presidente del Comitato di vaccinazione, istituito dal ministro dell'interno Chaptal, il 23 ottobre 1803 presentò a Bonaparte il rapporto generale su questa scoperta, che fu accolto con favore. Il 4 aprile 1804 fu proclamato presidente della Società per l'estinzione del vaiolo in Francia tramite diffusione del vaccino, incaricato di diffondere la vaccinazione e corrette pratiche igienico-sanitarie a livello nazionale. Il 2 marzo 1805 presentò il vaccino a papa Pio VII, allora a Parigi, implorandone la benedizione.
Nel 1806 fondò l'antenata di quella che è l'Accademia di Medicina francese, la Società Accademica di Medicina, che cercava di ricostruire in qualche modo l'antica facoltà di Medicina, soppressa con le altre dal decreto dell'8 agosto 1793. L'associazione si occupava delle malattie regnanti e delle innovazioni in campo medico, e forniva consulti gratuiti ai poveri. La Società, di cui rimangono poche tracce, si fuse al Circolo Medico verso il 1814.
Joseph-Ignace Guillotin morì a Parigi il 26 marzo 1814, all'età di 76 anni, per un antrace al braccio sinistro; riposa a Parigi nel cimitero di Père-Lachaise.

## Nei media
- Guillotin è stato interpretato dall'attore Giustino Durano nel film comico I due sanculotti (1966), del duo comico Franco e Ciccio.
- Guillotin è stato interpretato dall'attore Jacques Ciron nella miniserie televisiva La rivoluzione francese (1989).
- Guillotin viene citato nel romanzo di Andrew Miller, vincitore del Costa Award 2011, Pure.[20]
- Guillotin è uno dei protagonisti della serie televisiva La Révolution interpretato da Amir El Kace.[21]